# ماري بيوزفل

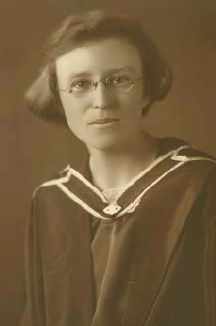
ماري بيوزفل بايلز

ماري بيوزفِل بايلز، وهي مُناصرة للبيئة والسلام من أصل أسترالي، تعد أول امرأة زاولت المحاماة في نيوساوث ويلز، كما أنها متسلّقة جبال، ومستكشفة، ونسوية، وهاوية للرحلات البريّة. وهي تعد من الأعضاء المؤسسين للمجتمع البوذي في نيوساوث ويلز. وتعد أيضًا رحّالة وكاتبة.

## حياتها
هي الأكبر بين ثلاثة أبناء، ولدت عام 1900 في آشتُن أبون ميرسي التي كانت تُعرف سابقًا بتشيشير في إنكلترا، يُعد والداها مثقفين. أخواها الأصغر هما ديفد جون بايلز وبالدير أونوين بايلز. كان والداها موحِّدين عالميين، وأعضاء في الجمعية الفابية، ودُعاة للسلام. والدتها إدا مارغريت، ني أونوين، كانت ناشطة في حق التصويت للمرأة (سافرجيت)، ودرست في كليّة سليد للفنون الجميلة، ولكنها خسرت مواهبها الفنية بسبب انهماكها في الأعمال المنزلية. وكانت هي من أكّدت لابنتها أهمية الاستقلال المادي عن الرجال. والدها سيريل بيوزفِل بايلز، كان مهندسًا لإشارات السكك الحديدية، وقد جعل أولاده ينضمون لحملات مناهضة الأسوار التي كانت تمنع العامة من الخروج للترفيه.
في عام 1911، انتقلت عائلتها إلى أستراليا لأن والدها، سيريل بايلز، عُيِّن كمسؤول مهندسي الإشارات مع مسؤولي السكك الحديدية في نيوساوث ويلز لتصميم نظام الإشارات الذي يوفر نظامًا كهربيًا للسكك الحديدة. وجدوا قطعة أرضٍ في بيكروفت، وفي عام 1913، بنوا منزلًا وسمّوه «تشيلورث». قضت العائلة صيفها من كل عام قرب البحر، كما أنهم بنوا كوخًا صغيرًا في ذات العام في بالم بيتش، في تلّة سنرايس مقابل المنارة.
درست بايلز في مدرسة بيكروفت الابتدائية، كما أنها درست في الثانوية المشيخية للفتيات في سيدني، كوريدن منذ عام 1914 حتى عام 1915، ثُم نقلت إلى مقرّها الآخر الذي يقع في بيمبل (تُعرف الآن بثانوية بيمبل للفتيات). وقد تفوقت وأصبحت من الأوائل على مدرستها في تلك السنة ثم إنها اتخذت منصبًا هناك، وبقيت الأولى وترقى منصبها في السنة التي تلت. وعند تخرجها من الثانوية، حصلت على منحة لجامعة سيدني.  
لم تتزوج بايلز ولم تنجب أطفالًا مطلقًا، وقد عدَّت الأمر مضيعةً لقدراتها عندما فضّلت صديقتها دوت بتلر الزواج والإنجاب على تسلق الجبال كمهنة.
انضمت إلى النادي النسائي في سيدني عام 1932، الذي أُسس عام 1901 لضمان مكان حيث يمكن للنساء المهتمّات بالأعمال العامة، والمهنية، والعلمية، والفنية، أن يتقابلن.
ترّبت بايلز كنباتية صارمة على يد والدتها، وقد صرّحت أنها لم تأكل لحومًا في حياتها.

## أول أمرأة محامية
كانت من النساء القِّلة اللواتي درسن في جامعة سيدني، حصلت على شهادة من كلية الآداب عام 1921، وفي عام 1924 حصلت على شهادتها من كلية القانون وأصبحت أول محامية معترف بها في نيوساوث ويلز. على الرغم من أن آدا إيفانز حصلت على شهادة بكالوريوس من كلية القانون عام 1902، إلا أنه لم يكن من حق النساء مزاولة المحاماة في أستراليا حتى عام 1918. بعد العمل في المكاتب لمدة أربع سنوات، تمكنت بايلز من مزاولة المحاماة رسميًا عام 1929 وأصبحت أول امرأة تحقق هذا الإنجاز في نيوساوث ويلز.
زاولت بايلز المحاماة في مقرّين، الأول في إستوود، والثاني في العاصمة سيدني. وكانت قد أعطت فرصًا للنساء الشابات أن يشاركن في المهنة. «قد ازدهرت المهنة في إستوود بسبب كونها معروفة بإنجاز المهام بسرعة كبيرة وقد كان أمرًا غير مألوف لمكاتب المحاماة، كانت مكروهة لهذا الأمر» (روث ميلتون، موظّفة).  
عملت بشكل أساسي في نقل الملكيات، المصادقة، وتسويات الطلاق لعميلاتها النساء. تقاعدت وتركت مهنتها لشريكٍ لها عام 1970.

## بصفتها صحفية ومُتحدثة
قامت بايلز بكتابة ونشر مقالات المواضيع القانونية، السياسية، والمتعلقة بالبيئة عندما كانت طالبة. منذ عام 1927 حتى عام 1936، اتخذت منصب مراسلة قانونية لجمعية «مرآة المرأة الاستراليّة». كتبت مقالاتٍ تعارض فيها تغيير المرأة لاسمها عند الزواج، وكتبت عن حماية المرأة لمدخراتها الماليّة. أثناء عملها كمراسلة قانونية لفتت الانتباه إلى القوانين والممارسات التي كانت تعد تمييزًا ضد النساء. أعطت محاضراتٍ في اتحاد عصبة الأُمم الأسترالية، ثم إنها ألَّفت كُتيباتٍ لاتحاد جمعيات النساء.    